# Osmia chrysolepta
Osmia chrysolepta is een vliesvleugelig insect uit de familie Megachilidae. De wetenschappelijke naam van de soort is voor het eerst geldig gepubliceerd in 2005 door Haeseler.